# Romulo Estrela
Romulo Aranha Estrela (São Luís, 5 de março de 1984) é um ator e modelo brasileiro.

## Carreira
Romulo fez sua primeira aparição na televisão em 2004, em uma pequena participação na novela Da Cor do Pecado da Rede Globo. Em 2005 integrou seu primeiro elenco fixo na telenovela Essas Mulheres, da RecordTV, onde interpretou o jornalista Romualdo, que lutava com seus companheiros através da disseminação escrita de ideologias por um uma divisão mais justa de poder na época imperialista. Nos anos seguintes realizou algumas participações especiais em telenovelas como Cobras & Lagartos e Duas Caras, além dos seriados Malhação e Por Toda Minha Vida. Em 2008 assinou seu primeiro contrato, passando a fazer parte do elenco da RecordTV e sendo logo escalado para a segunda fase da telenovela Caminhos do Coração, onde interpretou o mutante Draco. No mesmo ano continuou interpretando o personagem na segunda parte da trilogia, a telenovela Os Mutantes, onde ganhou espaço como um dos antagonistas principais. Em 2009 o personagem passou por um amadurecimento ao transformar-se em um dos co-protagonistas da última parte da trilogia Promessas de Amor.
Em 2012 interpretou o personagem bíblico Adriel na minissérie Rei Davi, principal aliado do antagonista da trama. No mesmo ano integrou o elenco de Balacobaco, interpretando o fotógrafo André. Em 2013, após não ter seu contrato renovado, passa a interpretar o advogado Álvaro em Além do Horizonte. Em 2015 integrou o elenco de Além do Tempo, interpretando o médico Roberto, personagem que lhe rendeu destaque e um contrato fixo com a emissora. Em 2016, na novela das onze Liberdade Liberdade, deu a vida ao vilão Gaspar. No ano seguinte interpretou Chalaça em Novo Mundo, o melhor amigo de Dom Pedro. Em 2018 foi escalado para interpretar Thiago em Deus Salve o Rei, porém com a desistência de Renato Góes, acabou ficando com o papel do protagonista, sendo a primeira vez na carreira que Rômulo interpretou o personagem de maior destaque de uma trama, o príncipe Afonso. Em 2019, viveu o protagonista Marcos na novela Bom Sucesso.
Em 2021, interpretou o investigador Cristiano em Verdades Secretas II. O personagem se envolvia com as personagens Angel (Camila Queiroz), Giovanna (Agatha Moreira) e Lua (Julia Byrro), enquanto investigava o assassinato de Alex, vivido por Rodrigo Lombardi na primeira temporada.
No primeiro semestre de 2022, retornou aos palcos com o espetáculo O Alienista, produzido pela Companhia de Teatro Epigenia. Romulo interpretou Simão Bacamarte.
Romulo foi escalado para interpretar Oto, um dos protagonistas de Travessia, nova novela de Glória Perez para o horário das 21h, com direção de Mauro Mendonça Filho, prevista para outubro de 2022. Com essa escalação, ele precisou deixar o elenco de Mar do Sertão, novela para o qual já estava reservado para interpretar o mocinho.
Em 2022, Romulo esteve ao ar simultaneamente em três produções no horário nobre da TV: interpretando o mocinho Oto, em Travessia; o comandante da Marinha do Brasil, Ramiro, na segunda temporada de Ilha De Ferro e, por fim, o policial Cristiano, na exibição especial de Verdades Secretas 2.
Em agosto de 2023, Romulo iniciou as filmagens do longa-metragem Uma Aventura Perfekta, spin-off da série infanto-juvenil do Gloob, Escola de Gênios. Logo depois, Romulo retomou sua parceria com Antônio Fagundes, intepretando novamente seu filho no longa-metragem "Maldito Benefício", dirigido por Leonardo Cortez. O roteiro é baseado na peça homônima escrita por Leonardo.
Em outubro de 2023, Romulo foi anunciado como protagonista do longa-metragem Por Um Fio, adaptação cinematográfica do livro homônimo escrito por Drauzio Varella. No filme, rodado entre janeiro e março de 2024, em São Paulo, Romulo deu vida ao médico Drauzio, que narra suas experiências como oncologista e o óbito do irmão por câncer, interpretado por Bruno Gagliasso. A direção é de David Schurmann e o roteiro de Luiz Bolognesi. Para o filme, o ator passou por um intenso processo de caracterização.
Em abril de 2025, em entrevista ao Estadão, a autora Glória Perez anunciou que convidou Romulo Estrela para um papel de destaque em Rosa dos Ventos, sua novela que sucederia Vale Tudo no horário nobre. O personagem escrito para o ator seria o herdeiro do protagonista, personagem de Murilo Benício. 
Com o cancelamento da novela de Glória Perez, Romulo foi remanejado pela Globo para assumir o protagonista masculino da novela de Aguinaldo Silva, Três Graças. Seu personagem será Paulinho Reiz, um policial honesto que se apaixona por Gerluce (Sophie Charlotte), sem imaginar que ela é a mentora do crime que ele investiga. A estreia está prevista para outubro de 2025, no horário das 21h.
Em maio de 2025, Romulo Estrela foi anunciado como um dos novos integrantes do elenco da segunda temporada de Amor da Minha Vida, série protagonizada por Bruna Marquezine na Disney Plus. 

## Vida pessoal
Em 2008, começou a namorar a empresária Nilma Quariguasi, casando-se com ela em 2017. Em 30 de maio de 2016, nasceu Theo Quariguasi Estrela, o primeiro filho do casal.

## Filmografia

### Televisão
| Ano  | Título                    | Personagem                                 | Nota                           |
| ---- | ------------------------- | ------------------------------------------ | ------------------------------ |
| 2004 | Da Cor do Pecado          | Minotauro                                  | Episódios: "6–13 de agosto"    |
| 2005 | Essas Mulheres            | Romualdo                                   |                                |
| 2006 | Cobras & Lagartos         | Caveira                                    | Episódios: "30–31 de maio"     |
| 2007 | Por Toda Minha Vida       | Carlinhos Lyra                             | Episódio: "Nara Leão"          |
| 2007 | Por Toda Minha Vida       | Sérgio Reoli                               | Episódio: "Mamonas Assassinas" |
| 2007 | Paraíso Tropical          | Digão                                      | Episódio: "4 de maio"          |
| 2007 | Malhação                  | Edílson                                    | Episódio: "12 de outubro"      |
| 2007 | Duas Caras                | Bandido                                    | Episódio: "13 de dezembro"     |
| 2008 | Caminhos do Coração       | Adriano Valentin (Draco)                   |                                |
| 2008 | Os Mutantes               | Adriano Valentin (Draco)                   |                                |
| 2009 | Promessas de Amor         | Adriano Valentin (Draco)                   |                                |
| 2010 | Bela, a Feia              | Fábio                                      | Episódio: "4 de março"         |
| 2012 | Rei Davi                  | Adriel                                     |                                |
| 2012 | A Grande Família          | Valdir                                     | Episódio: "O Pastel de Ouro"   |
| 2012 | Balacobaco                | André Aragão                               |                                |
| 2013 | Além do Horizonte         | Álvaro Costa                               |                                |
| 2014 | Os Homens São de Marte... | Dalton                                     | Episódio: "Marido Imaginário"  |
| 2014 | Questão de Família        | Artur                                      | Temporada 2                    |
| 2015 | Além do Tempo             | Roberto Borghini / Roberto Benini          |                                |
| 2016 | Liberdade, Liberdade      | Gaspar                                     |                                |
| 2017 | Novo Mundo                | Francisco Gomes da Silva (Chalaça)         |                                |
| 2018 | Deus Salve o Rei          | Afonso de Monferrato, Príncipe de Montemor |                                |
| 2019 | Bom Sucesso               | Marcos Prado Monteiro                      |                                |
| 2019 | Ilha de Ferro             | Ramiro                                     | Temporada 2                    |
| 2021 | Verdades Secretas II      | Cristiano Valença                          |                                |
| 2022 | Travessia                 | Oto Rivabianchi Medeiros Lobo              |                                |
| 2024 | Golpista do Amor          | Amaury / Guillaume / Nathan / Roman        | Dublagem                       |
| 2025 | Três Graças               | Paulo Ruiz (Paulinho)                      |                                |

### Cinema
| Ano  | Título                                     | Personagem      | Nota     |
| ---- | ------------------------------------------ | --------------- | -------- |
| 2015 | Depois de Tudo                             | Ney             |          |
| 2016 | Em Nome da Lei                             | Jaquinho        |          |
| 2017 | Entre Irmãs                                | Degas Coelho    |          |
| 2021 | O Amante de Júlia                          | Cássio          |          |
| 2022 | Os Caras Malvados                          | Sr. Lobo        | Dublagem |
| 2024 | Perfekta, Uma Aventura da Escola de Gênios | Édison Thomas   |          |
| 2024 | Transformers: O Início                     | D-16/ Megatron  | Dublagem |
| 2024 | Maldito Benefício                          | Tião            |          |
| 2025 | Por um Fio                                 | Drauzio Varella |          |

## Teatro
| Ano  | Título                          | Personagem      |
| ---- | ------------------------------- | --------------- |
| 2002 | Kiss                            |                 |
| 2003 | Os Dálmatas                     |                 |
| 2004 | Serenata em Dó de Amor          |                 |
| 2005 | Jovens Casais, Problemas Atuais |                 |
| 2007 | Antônio de Chica                |                 |
| 2009 | Feliz Lua Cheia                 | Gabriel         |
| 2012 | Homens                          |                 |
| 2013 | Apartamento 171                 | Álvaro Carlos   |
| 2019 | O Preço                         | Victor          |
| 2022 | O Alienista                     | Simão Bacamarte |

## Prêmios e indicações
| Ano  | Prêmio                         | Categoria                                    | Trabalho/Recipiente                   | Resultado |
| ---- | ------------------------------ | -------------------------------------------- | ------------------------------------- | --------- |
| 2009 | Prêmio Contigo! de TV          | Ator Revelação                               | Os Mutantes                           | Indicado  |
| 2018 | Prêmio Contigo! de TV          | Melhor Ator                                  | Deus Salve o Rei                      | Indicado  |
| 2018 | Prêmio Gshow                   | O Crush do Ano                               | Deus Salve o Rei                      | Indicado  |
| 2018 | Prêmio Gshow                   | Shipp do Ano (com Marina Ruy Barbosa)        | Deus Salve o Rei                      | Indicado  |
| 2018 | Prêmio The Brazilian Critic    | Melhor Ator em Telenovela                    | Deus Salve o Rei                      | Indicado  |
| 2019 | Troféu AIB de Imprensa         | Melhor Ator                                  | Bom Sucesso                           | Indicado  |
| 2019 | Troféu UOL TV e Famosos        | Melhor Ator                                  | Bom Sucesso                           | Venceu    |
| 2019 | Prêmio Contigo! Online         | Par Romântico (com Grazi Massafera)          | Bom Sucesso                           | Venceu    |
| 2019 | Melhores do Ano NaTelinha      | Melhor Ator                                  | Bom Sucesso                           | Venceu    |
| 2019 | Prêmio Área VIP                | Melhor Ator                                  | Bom Sucesso                           | Indicado  |
| 2019 | Melhores do Ano Minha Novela   | Melhor Ator (voto popular)                   | Bom Sucesso                           | Venceu    |
| 2020 | Séries em Cena Awards          | Melhor Ator Nacional                         | Ilha de Ferro                         | Indicado  |
| 2020 | Poc Awards                     | Hétero Não Tóxico do Ano                     | Rômulo e o filho brincando com boneca | Indicado  |
| 2021 | Prêmio F5                      | Homem Mais Sexy                              | Rômulo Estrela                        | Indicado  |
| 2021 | Melhores do Ano NaTelinha      | Melhor Ator                                  | Verdades Secretas II                  | Venceu    |
| 2022 | Prêmio Cesgranrio de Teatro    | Melhor Ator                                  | O Alienista                           | Pendente  |
| 2022 | Prêmio Cenym de Teatro         | Melhor Ator                                  | O Alienista                           | Indicado  |
| 2022 | Prêmio Cenym de Teatro         | Melhor Elenco                                | O Alienista                           | Indicado  |
| 2022 | Prêmio Melhores do Ano Social1 | Melhor Ator                                  | Travessia                             | Indicado  |
| 2023 | Troféu Internet                | Melhor Ator de Novela                        | Travessia                             | Pendente  |
| 2023 | Prêmio iBest                   | Influenciador Protagonista                   | Travessia                             | Indicado  |
| 2023 | Troféu AIB de Imprensa         | Melhor Ator                                  | Travessia                             | Venceu    |
| 2023 | Prêmio Noticiasdetv.com        | Melhor Ator Protagonista                     | Travessia                             | Venceu    |
| 2023 | Prêmio ArteBlitz de Novela     | Melhor Ator Protagonista                     | Travessia                             | Indicado  |
| 2023 | Prêmio ArteBlitz de Novela     | Melhor Casal (com Lucy Alves) (voto popular) | Travessia                             | Venceu    |
| 2024 | Prêmio iBest                   | Influenciador Maranhão                       | Romulo Estrela                        | Pendente  |
| 2024 | Prêmio iBest                   | Protagonista Influenciador                   | Romulo Estrela                        | Pendente  |